# Dschadschim

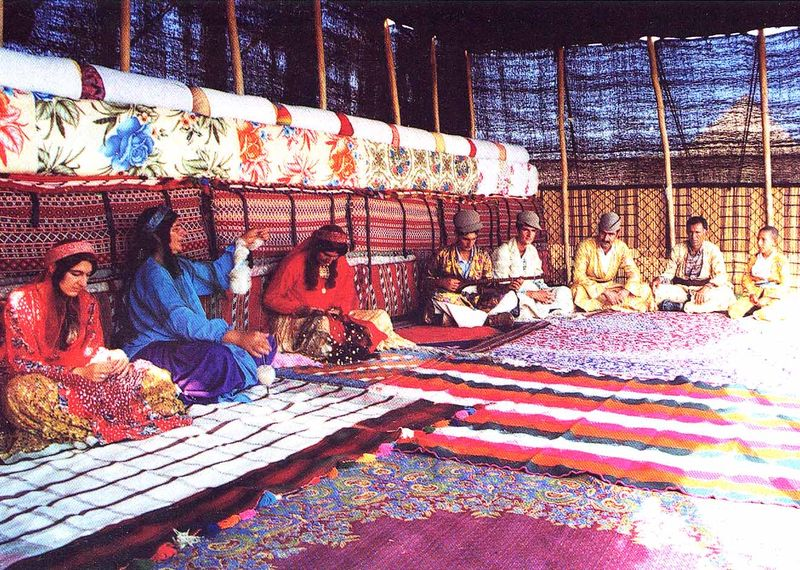
Innenleben eines Kaschgaizeltes

Dschadschim (persisch جاجیم, DMG Ǧāǧīm; auch Djadjim) sind Flachgewebe und verwandt mit den bekannteren Kelims. Im Gegensatz zu den klassisch gewebten Kelims (hierbei handelt es sich zumeist um eine bis zwei Bahnen gewebten Materials, welches gegebenenfalls zusammengenäht wird) weisen Dschadschim mehrere Bahnen auf. Oft sind dies sechs bis acht Teile, häufig identischer Ausführung. 
Nicht selten sind Dschadschim zwischen 200 und 250 cm lang, und zwischen 130 und 180 cm breit. Diese verhältnismäßig seltenen Flachgewebe, die einer Decke ähnlicher sind als einem Teppich, wurden in erster Linie von den Schah-Savan-Nomaden Irans hergestellt. Allerdings gibt es auch Stücke aus der Türkei, dem Kaukasus, und aus Südpersien, die von Kaschgai, Afschar, oder Belutschistan-Nomaden hergestellt wurden.